# Volvo VM
Volvo VM — сімейство вантажних автомобілів виробництва Volvo Trucks для ринку Латинської Америки, яке включає двовісні (4х2), тривісні (6х2, 6х4), а з 2013 року і чотиривісні (8х2, 8х4) моделі. Автомобілі отримали кабіну від Renault Kerax, але з дизайном у стилі Volvo FM та Volvo FH. Решітка радіатора складається із срібного пластику. Передні фари мають світлодіодні секції ходових вогнів у стилі літери "V". Потужності двигунів становлять 270 чи 330 к.с. Коробки передач - 6, 9, 10 або 12-ступінчасті i-Shift. Повна маса шасі становить 29 тонн.